# Ново Прачно
Ново Прачно је новоформирано насељено место у саставу Града Сиска, Хрватска.